# ソニア (歌手)
ソニア（Sonia、1971年2月13日 - ）は、イギリスの歌手、女優。

## 来歴
1989年、ストック・エイトキン・ウォーターマンのプロデュースにより「ネヴァー・ストップ・ミー・ラヴィング・ユー」（You'll Never Stop Me Loving You）でデビュー、全英シングルチャートで首位を獲得する。
その後も「ステキな片想い」（Can't Forget You）、「ト・キ・メ・キ・ハート!」（Listen to Your Heart）などがTOP20入りを果たし、それらシングルを収録した初のアルバム『エブリバディ・ノウズ』は全英アルバムチャートで第7位を記録した。
1991年に発表された2枚目のアルバム『オンリー・フールズ』（Sonia）ではSAWのプロデュースから離れ、プロデューサーをナイジェル・ライトが務めた。アルバムからは「オンリー・フールズ」（Only Fools (Never Fall in Love)）が自身3作目となる全英TOP10入りを果たし、アルバムからは他にも「ユー・トゥ・ミー・アー・エブリシング」（全英13位）などがスマッシュヒットを記録した。
1993年には第38回ユーロビジョン・ソング・コンテストにイギリス代表として出場、「ソニアはデヴィル?」を披露し準優勝を果たした。
1994年からは舞台女優としての活動も本格化し、ウェスト・エンド・シアターで行われた舞台「グリース」の再演にサンディ役で出演。
その後はリアリティ番組やテレビドラマなど様々なテレビ出演などを行いながら、散発的に音楽活動も継続している。
自身のユーロビジョン・ソング・コンテスト出場から30周年を迎えた2023年にはリバプールで開催された第67回大会のファイナルにゲスト出演し、「ソニアはデヴィル?」を披露した。
同年にはポール・マッカートニーによって設立されたリヴァプール・インスティテュート・フォー・パフォーミング・アーツで一員に選出。
2024年、Now That's What I Call Music!をミュージカル化した同名の舞台にゲストスターとして出演。

## 私生活
1998年にマーク・モーゼスと結婚、2010年に一女が誕生した。

## ディスコグラフィ

### スタジオ・アルバム
- 『エブリバディ・ノウズ』 - Everybody Knows (1990年)
- 『オンリー・フールズ』 - Sonia (1991年)
- 『ソニアはデヴィル?』 - Better the Devil You Know (1993年)
- Love Train – The Philly Album (1998年)

### コンピレーション・アルバム
- Greatest Hits (2007年)
2nd・3rdアルバムからアルバム曲を含む楽曲を選曲したベスト盤。
- 『エヴリボディ・ノウズ〜シングルス・ボックス・セット』 - Everybody Knows: The Singles Box Set (2021年)
『エブリバディ・ノウズ』からのシングルカットをBOX化。
- The Barry Upton & Energise Collection (2022年)
2018年から2019年の間に発表された配信限定シングルに2009年のシングル「フール・フォー・ラヴ」の別ヴァージョン、シングルのリミックスを収録したコンピレーション。

### シングル
| 年   | タイトル                             | 最高順位 | 最高順位     |
| 年   | タイトル                             | 全英     | アイルランド |
| ---- | ------------------------------------ | -------- | ------------ |
| 1989 | "You'll Never Stop Me Loving You"    | 1        | 1            |
| 1989 | "Can't Forget You"                   | 17       | 5            |
| 1989 | "Listen to Your Heart"               | 10       | 22           |
| 1990 | "Counting Every Minute"              | 16       | 18           |
| 1990 | "You've Got a Friend (with Big Fun)" | 14       | 12           |
| 1990 | "End of the World"                   | 18       | 18           |
| 1991 | "Only Fools (Never Fall in Love)"    | 10       | 6            |
| 1991 | "Be Young, Be Foolish, Be Happy"     | 22       | 23           |
| 1991 | "You to Me Are Everything"           | 13       | 14           |
| 1992 | "Boogie Nights"                      | 30       | -            |
| 1993 | "Better the Devil You Know"          | 15       | 26           |
| 1994 | "Hopelessly Devoted to You"          | 61       | -            |
| 1995 | "Wake Up Everybody"                  | -        | -            |
| 2009 | "Fool for Love"                      | -        | -            |
| 2018 | "Dancin' in the Driver's Seat"       | -        | -            |
| 2018 | "Your Heart or Mine"                 | -        | -            |
| 2019 | "A Night That's Never-Ending"        | -        | -            |
| 2019 | "If You Come Back to Me"             | -        | -            |